# Vanhankylänlahti (sjö i Egentliga Finland)
Vanhankylänlahti är en sjö i Finland.   Den ligger i landskapet Egentliga Finland, i den sydvästra delen av landet, 160 km väster om huvudstaden Helsingfors. Vanhankylänlahti ligger 9 meter över havet. Den ligger på ön Aaslaluoto.